# 莫丘爾基
50°48′42″N 25°57′10″E / 50.81167°N 25.95278°E
莫丘爾基（烏克蘭語：Мочулки），是烏克蘭西北部里夫内州里夫内区克萊萬市鎮的村落。始建於1867年，面積0.25平方公里，海拔高度186米，2001年人口217，人口密度每平方公里868人。